# Cadalso
Cadalso település Spanyolországban, Cáceres tartományban.  Lakosainak száma 407 fő (2024).

## Népesség
A település népessége az elmúlt években az alábbi módon változott:
| Lakosok száma | 587  | 564  | 548  | 506  | 493  | 483  | 478  | 431  | 417  | 407  |
|               | 2001 | 2004 | 2006 | 2009 | 2011 | 2014 | 2016 | 2019 | 2021 | 2024 |